# Januarij (Vozněsenskij)
Januarij (světským jménem: Ivan Ivanovič Popov-Vozněsenskij; 1823, Michajlovskoje – 5. září 1883, Kamenec Podolský) byl ruský duchovní Ruské pravoslavné církve, biskup baltský a vikář podolské eparchie.

## Život
Narodil se roku 1823 ve vesnici Michajlovskoje v Kurské gubernii v rodině ponomara. Studoval na Kurském duchovním semináři a poté na Kyjevské duchovní akademii.
Dne 11. října 1849 byl postřižen na monacha s mnišským jménem Januarij a 7. listopadu byl rukopoložen na hierodiakona. Dne 14. listopadu byl rukopoložen na jeromonacha.
Stal se učitelem na Kyjevském duchovním semináři a roku 1850 začal přednášet filosofii.
V lednu 1852 byl převeden na Podolský duchovní seminář, kde se stal asistentem rektora a učitelem teologie. Dne 9. července 1852 získal titul magistra. Dne 29. října 1856 byl jmenován inspektorem semináře.
Od roku 1857 byl stavitelem monastýru Svaté Trojice a 27. července 1860 byl povýšen na archimandritu.
Dne 4. října 1862 byl jmenován rektorem Astrachaňského duchovního semináře a představeným monastýru svatého Jana Předchůdce v Astrachani.
Dne 8. dubna 1868 se stal rektorem Minského duchovního semináře a představeným Ljadenského monastýru.
Dne 5. června 1877 byl vysvěcen na biskupa brestského a vikáře vilenské eparchie.
Dne 17. února 1879 byl ustanoven biskupem baltským a vikářem podolské eparchie.
Zemřel 5. září 1883 v Kamenci.